# Korolevo
Korolevo (ukrajinsky Королево, též Королеве / Koroleve, maďarsky Királyháza, česky v období ČSR Kiralyhaza (2022), později Královo nad Tisou) je městys (ukrajinsky selyšče) ležící v okresu Berehovo Zakarpatské oblasti na Ukrajině. Rozkládá se mezi pravým břehem Tisy a hranicí s Rumunskem, v nadmořské výšce 146 m, zhruba 8 km východně od Vynohradivu. V roce 2017 měl městys necelých 10 000 obyvatel, z čehož zhruba pětinu tvoří Maďaři.
Korolevo je sídlo jednotného územního společenství Королівська селищна громада, do kterého patří Koroleva tyto další obce:
| Přepis do latinky | Název obce v cyrilici |
| Chyža             | Хижа                  |
| Horbky            | Горбки                |
| Hudja             | Гудя                  |
| Novoselycja       | Новоселиця            |
| Sasovo            | Сасово                |
| Tekovo            | Теково                |
| Černa             | Черна                 |
| Verjacja          | Веряця                |

Toto územní společenství má rozlohu 118 km2;  v roce 2020 v něm žilo 22 802 obyvatel.

## Historie
Na území Koroleva (Králova nad Tisou) je archeologická lokalita dokládající osídlení již ve středním paleolitu. Podle nejnovějších zjištění mezinárodního týmu archeologů se zde nacházejí nejstarší a zároveň nejsevernější stopy osídlení evropského kontinentu. Pozůstatky člověka vzpřímeného (Homo erectus) nalezené u Koroleva jsou staré až 1,4 milionu let a o 200 až 300 000 let starší než nálezy ve španělské Atapuerce, která byla do té doby považována za nejstarší evropskou lokalitu osídlenou tímto zástupcem rodu Homo.
První písemná zmínka o městysu pochází z roku 1262. Král Štěpán V. Uherský zde tehdy vybudoval lovecký letohrádek – odtud název, který v maďarštině znamená „královský dům“. Na ostrohu v severní části města stál ve 14.–17. století hrad Ňalab, dnes je v ruinách. V minulosti městys patřil k uherské župě Ugocsa, po rozpadu  Rakouska-Uherska v roce 1918 až do roku 1938 byl součástí Československa. Za první československé republiky zde byl obecní notariát, četnická stanice a poštovní úřad. V roce 1944 byl městys s okolím připojen k Ukrajinské SSR. Status městysu (zastarale sídla městského typu) má od roku 1947.

## Doprava
Korolevo je železniční uzel a tvoří triangl tratí:
1. Železniční trať Debrecín – Sighetu Marmației ve východním směru na Chust
2. Železniční trať Baťovo – Korolevo v severozápadním směru na Berehovo a Čop
3. Železniční trať Debrecín – Sighetu Marmației v jihozápadním směru na rumunské Satu Mare

2. a 3. trať mají smíšený rozchod (standardní evropský 1435 mm a ruský 1520 mm) umožňující spojení Slovenska a Rumunska mimo Maďarsko bez překládky.

## Galerie

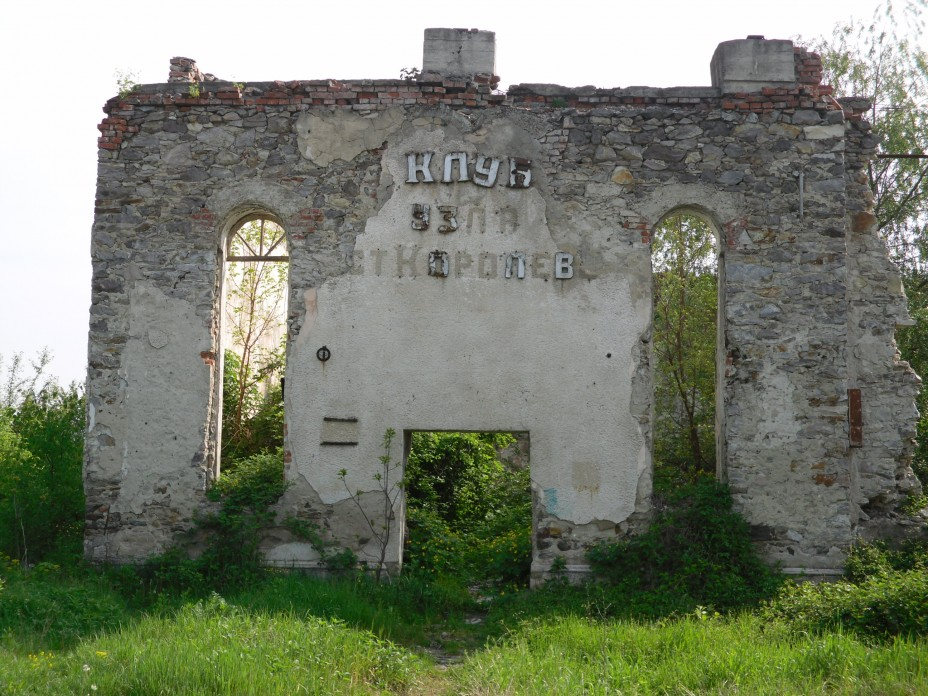
Ruiny synagogy